# Ivanka pri Nitre
Ivanka pri Nitre es un municipio del distrito de Nitra en la región de Nitra, Eslovaquia, con una población estimada a final del año 2024 de 3083 habitantes.
Se encuentra ubicado en el centro-oeste de la región, en el valle del río Nitra (cuenca hidrográfica del Danubio) y cerca de la frontera con la región de Trnava.

## Demografía
| Año        | 1994 | 2004    | 2014    | 2024     |
| ---------- | ---- | ------- | ------- | -------- |
| Población  | 2243 | 2417    | 2471    | 3083     |
| Diferencia |      | +7,75 % | +2,23 % | +24,76 % |

| Año        | 2023 | 2024    |
| ---------- | ---- | ------- |
| Población  | 3064 | 3083    |
| Diferencia |      | +0,62 % |